# Woolwich Dockyard

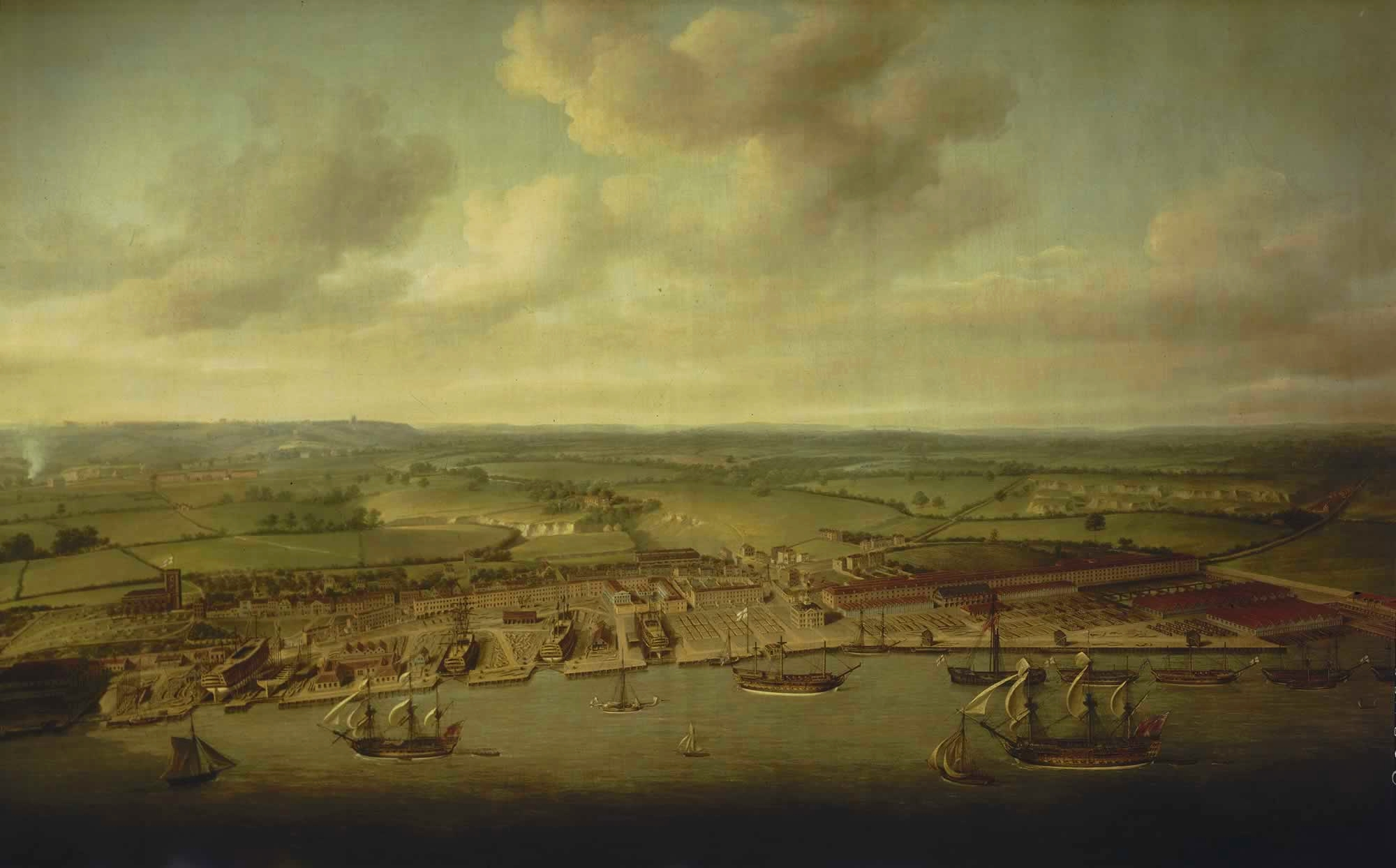
Nicholas Pocock - Woolwich Dockyard

Les chantiers navals de Woolwich (en anglais Woolwich Dockyard) sont des chantiers navals anglais fondés par le roi Henri VIII a Woolwich, aujourd'hui dans la banlieue de Londres, sur la rive sud de la Tamise en 1512 pour construire son vaisseau amiral le Henri Grâce à Dieu.
Ils ont été fermés en 1869 en raison de l'ensablement de la Tamise.

## Navires construits
- 1512–1514 — Henri Grâce à Dieu (Great Harry) ; navire amiral de Henry VIII.
- 1608 — Anne Royal - reconstruction
- 1610 — Prince Royal
- 1613 — Defiance - reconstruction
- 1615 — Merhonour - reconstruction
- 1616 — Convertine
- 1617 — Rainbow - reconstruction
- 1631 — Vanguard - reconstruction
- 1637 — Sovereign of the Seas
- 1670 — St Andrew
- 1751 — Dolphin
- 1756 — Royal George
- 1805 — Ocean
- 1809 — Macedonian
- 1818 — Talavera
- 1820 — Beagle